# Policarpa (ort)
Policarpa är en ort i Colombia.   Den ligger i departementet Nariño, i den sydvästra delen av landet, 500 km sydväst om huvudstaden Bogotá. Policarpa ligger 896 meter över havet och antalet invånare är 2 377.
Terrängen runt Policarpa är huvudsakligen bergig, men åt nordväst är den kuperad. Runt Policarpa är det ganska tätbefolkat, med 124 invånare per kvadratkilometer. Närmaste större samhälle är Sotomayor, 13,9 km söder om Policarpa. Omgivningarna runt Policarpa är en mosaik av jordbruksmark och naturlig växtlighet.